# Nicole Brenez
Pour les articles homonymes, voir Brenez.
Nicole Brenez, née le 28 février 1961, est une historienne, théoricienne, programmatrice et professeur de cinéma à  l'université Paris 3, spécialiste des cinématographies d’avant-garde.

## Biographie
Formée au lycée expérimental de Sèvres, au lycée Louis-le-Grand puis au lycée Henri-IV, élève de l'École normale supérieure de Saint-Cloud, agrégée de lettres modernes, elle enseigne à l'université Aix-Marseille 1 dans les années 1990, à l'université Paris 1 Panthéon-Sorbonne (années 2000), à l'université Paris III depuis la rentrée 2010. Elle a enseigné à l'université d'État de l'Iowa (2002), à l'Université de Montréal (2006), à la Film Factory de Béla Tarr (Sarajevo, 2015-2016). De 2011 à 2016, elle est membre senior de l'Institut universitaire de France.
Travaillant sur la méthodologie en analyse de film, elle introduit à l'analyse de la dimension figurative du cinéma dans sa thèse de doctorat intitulée Autour du Mépris. Deux problèmes cinématographiques rapportés à l'invention figurative et solutions filmiques, soutenue en 1989 à l'École des hautes études en sciences sociales sous la direction de Hubert Damisch. En 1998, elle propose avec De la Figure en général et du Corps en particulier une méthode (l'analyse figurale) qui consiste à chercher dans les films eux-mêmes les outils de leur analyse. Elle retrace les sources historiques de cette démarche à l'occasion de son habilitation à diriger des recherches Cinéma et théorie immanente (2004).

En mai 2000, elle reçoit le Year 2000 Film Preservation de l'Anthology Film Archives à New York, qui salue la rétrospective Jeune, dure et pure. Une histoire du cinéma expérimental et d'avant-garde en France (codirection Christian Lebrat). Sa préface à l'ouvrage, L'Atlantide (pages 17 à 22), débute par cette définition du cinéma qu'elle y défend : 

« Un film expérimental considère le cinéma à partir, non pas de ses usages, mais de ses puissances ; et il s'attache aussi bien à les rappeler, les déployer, les renouveler, qu'à les contredire, les barrer ou les illimiter. Une telle entreprise s'exerce d'abord sur le dispositif technique propre au cinéma, dont la complexité concrète favorise l'investigation et toutes les formes de déplacement : c'est à ce titre que les pionniers, Émile Reynaud, Étienne-Jules Marey, Georges Demenÿ, Lucien Bull, Louis et Auguste Lumière, Georges Méliès, Raoul Grimoin-Sanson ou Émile Cohl ouvrent l'histoire du cinéma comme cinéma expérimental. »

En 2012, son traducteur, le critique et professeur Adrian Martin (en), consacre un livre à cette méthode : Last Day Every Day: Figural Thinking from Auerbach and Kracauer to Agamben and Brenez (PunctumBook, Brooklyn, NY).
En 2017, la Femis l'engage pour diriger son Département « Analyse et Culture cinématographique »,.
Nicole Brenez a mis au point la méthodologie et le vocabulaire des études figuratives au cinéma. La terminologie utilisée dans ses cours et articles (« régimes d'images », « économie figurative », « analyse figurale », « occurrence figurative »…) est désormais devenue courante[réf. nécessaire].
Les recherches de Nicole Brenez s'attachent notamment aux œuvres de John Cassavetes, Abel Ferrara, Jean-Luc Godard ou Philippe Grandrieux. Spécialiste des avant-gardes, elle travaille sur l'histoire, la cartographie et la taxinomie des cinémas politiques et expérimentaux.

## Programmations
Depuis 1996, elle assure la programmation des séances d’avant-garde de la Cinémathèque française. Outre des cycles consacrés aux classiques de l'avant-garde, Salvador Dalí, Jean Epstein, Isidore Isou, Maurice Lemaître, Jonas Mekas, Ken Jacobs, Stan Brakhage, Paul Sharits, Philippe Garrel, Santiago Álvarez, Maria Klonaris & Katerina Thomadaki, (Maria Klonaris, Katerina Thomadaki), Gérard Courant, Philippe Grandrieux, Andy Warhol, Paolo Gioli, Lech Kowalski, elle montre les œuvres alors méconnues en France — voire dans leur propre pays — de Rudy Burckhardt (en) (1998), Peter Hutton (en), Leighton Pierce (2003), Carole Roussopoulos (2004), Ronald Nameth (2007), Peter Whitehead (2007), Anthony Stern (en) (2008), Ken Brown (2009), Kerry Laitala (2010)... Elle offre des Cartes blanches à Peter Kubelka, Cécile Fontaine (1998), Mark McElhatten (2000), Peter Tscherkassky (2001), Mounir Fatmi, Jayce Salloum, Akram Zaatari (2003), Ange Leccia (2005), Richard Hell (2006), Lydia Lunch (2006), Hamé (2007), Bruno Muel (2007), Jean-Pierre Bouyxou (2007), Patrice Kirchhofer (2009), Jean-Pierre Bastid (2010), Frédéric D. Oberland (2010)... Elle y défend la réévaluation des œuvres de Raymonde Carasco et Régis Hébraud, F. J. Ossang, Marcel Hanoun, Lionel Soukaz, Jean-Pierre Bouyxou, le travail vidéographique de Gil J Wolman ou l'œuvre de Pierre Clémenti cinéaste. En 2005, un hommage particulier est rendu à Amos Vogel (en), auteur de Le Cinéma, art subversif.
Elle travaille à réarticuler les pans alors disjoints du cinéma politique et du cinéma de recherches plastiques. Le Black Cinema ou le film expérimental en pamphlet politique, Welcome to Funkadelica, Am I Black Enough For You ? (1996) ; Zoë Lund présente Edouard de Laurot (1997) ; L'Instrument central (Face au réel ou : le cinéma expérimental n'est pas un plasticisme) (1998), On a toujours raison de se révolter. Clapitalism I (exclusion /exploitation), Rebelles impressions d'Afrique, Attention, les enfants regardent, Body Politics (1999)... Elle consacre une grande fresque au cinéma des Groupes et des Collectifs alors oubliés : René Vautier et l'UPCB, ISKRA et les Groupes Medvedkine (2001) ; Groupe Cinéthique, Groupe Jean Vigo, Groupe Dziga Vertov (2002) ; première rétrospective mondiale des Newsreel (2003) : Grain de Sable (2004), première rétrospective mondiale Masao Adachi (2010)... Elle montre les œuvres émergentes de Hugo Verlinde, Othello Vilgard, Johanna Vaude, Augustin Gimel, Zoulikha Bouabdellah, Mati Diop, Sylvain George, Robert Fenz, Travis Wilkerson (en), Jérôme Schlomoff, James June Schneider, Catherine Libert et beaucoup d'autres.
Parmi les programmes : Essais cinématographiques (1996), Histoires du cinéma : versions expérimentales (1997), Un rêve d'Edison. Le clip, forme séminale du cinéma (1998), Le pamphlet visuel (2001), Expérimentations dans les Avant-Gardes arabes (2003), Résistance/Terrorisme/Activisme (2006), Mai 68 International (2008).
Nicole Brenez s'est intéressée aux formes documentaires expérimentales. En 1998, L'instrument central (Face au réel ou : le cinéma expérimental n'est pas un plasticisme), ouvre une voie à une pratique qui se prolonge au Centre Georges-Pompidou, par une programmation spécifique, lorsque le nouveau directeur artistique du Cinéma du réel, Javier Packer-Comyn, lui propose, en 2009, de mettre sur pied la section Exploring Documentary qu’elle organise depuis.
Elle a conçu des cycles pour de nombreux lieux : Anthology Film Archives (New York), Cinemateca Portuguesa (Lisbonne), Filmmuseum (Vienne), The Contemporary Art Museum of Serralves (Oporto), l'Institut Culturel Français de Madrid, l'Auditorium du Louvre (Paris), Uplink Factory (Tokyo), Tate Modern (Londres), Lincoln Center (New York)…

## Production
En 2010, Nicole Brenez et Philippe Grandrieux conçoivent une collection de portraits de cinéastes révolutionnaires méconnus ou minorés, Il se peut que la beauté ait renforcé notre résolution. La collection est produite par Epileptic (Annick Lemonnier). Philippe Grandrieux inaugure la série avec le portrait de Masao Adachi. Le film reçoit le New Vision Award au Festival CPH:DOX de Copenhague en 2011, le Grand Prix Expérimental-Essai-Art Video au Festival Côté court de Pantin en 2012, le Grand Prix du documentaire au Festival de Tripoli-Beyrouth en 2013.
En 2015, la collection se poursuit avec Salut et Fraternité. Les images selon René Vautier de Oriane Brun-Moschetti. Puis en 2017 avec The Image You Missed de Donal Foreman et en 2018 avec Newsreel : du cinéma anonyme vers des luttes nommées de James Schneider et Ivora Cusak.

## Enseignement et orientations actuelles
Au niveau pédagogique, Nicole Brenez associe ses étudiants — de fin de cursus : en DEA ou doctorants — à des séminaires (Histoire, conservation du cinéma expérimental, 2008; L'Art au temps du numérique, 2009) ou à des publications — séminaires qui se tiennent la plupart du temps à l'INHA. Elle a coordonné, en 2010, avec le doctorant Bidhan Jacobs, l'ouvrage collectif (comprenant des contributions de ses étudiants et de quelques artistes) : Le Cinéma critique, de l'argentique au numérique, voies et formes de l'objection visuelle. Ce cinéma critique qu'elle avait déjà identifié ailleurs, en tant que pamphlet visuel, qui dépasse les catégories normées du cinéma expérimental et du documentaire militant, pour aller vers le « film essai »

Elle définit, ainsi, l'« objection visuelle » : 

« Nous appellerons objection visuelle les modes d'actualisation pratique et plastique d'un travail critique au cinéma. Issu de réflexions collectives menées dans le cadre de l'Université Paris 1 Panthéon-Sorbonne, et plus particulièrement des Journées d'études organisées par les Trois Lumières (association des doctorants et chercheurs en études cinématographiques) à l'Institut national d'histoire de l'art, ce recueil s'attache à trois des dimensions de l'objection visuelle dont l'histoire du cinéma aura manifesté l'importance et la fertilité esthétique : l'objection visuelle dans le champ de l'iconographie; l'objection visuelle aux prises avec les déterminations matérielles d'un médium et la normalisation de ses usages; l'objection visuelle comme mise en perspective, relativisation, voire refus des outils, moyens et postulats techniques. »

## Publications

### Ouvrages
- Shadows de John Cassavetes, étude critique (1995), Coll. Synopsis, Paris, Nathan Université, rééd. 2006  (ISBN 2-09-190989-0)
- Poétique de la couleur. Une histoire du cinéma expérimental, anthologie (codirection Miles McKane), Paris, Institut de l'Image/Auditorium du Louvre, 1995
- De la Figure en général et du Corps en particulier. L’invention figurative au cinéma, Bruxelles, De Boeck Université, 1998  (ISBN 2-8041-2999-3)[11]
- Jeune, dure et pure ! Une Histoire du cinéma d’avant-garde et expérimental en France (codirection Christian Lebrat), Paris/Milan, Cinémathèque française/Mazzotta, 2001  (ISBN 2-900596-30-0)
- Cinéma / Politique. Trois tables rondes (codirection Édouard Arnoldy), Bruxelles, Labor Sciences humaines, 2005  (ISBN 2-8040-1981-0)
- Traitement du Lumpenproletariat par le cinéma d'avant-garde, Paris, Séguier, 2006  (ISBN 2-84049-497-3)
- La Vie nouvelle, nouvelle Vision. À propos d’un film de Philippe Grandrieux (dir.), Paris, Léo Scheer, 2005,  (ISBN 2-915280-72-X)
- Jean-Luc Godard, documents (codirection David Faroult, Michael Temple, James E. Williams, Michael Witt), Paris, Centre Pompidou, 2006.  (ISBN 978 2844262998)
- (en) Abel Ferrara, Champaign, The Illinois University Press, 2007
- Cinémas d'avant-garde, Paris, Cahiers du Cinéma, 2007  (ISBN 2-86642-453-0)
- Jean Epstein. Bonjour Cinéma und andere Schriften zum Kino (codirection Ralph Eue), Vienne, FilmmuseumSynemaPublikationen, 2008
- Abel Ferrara, Le mal mais sans fleurs, Coll. Auteurs, Paris, Cahiers du Cinéma, 2008,  (ISBN 2-86642-438-7)
- Le cinéma critique. De l’argentique au numérique, voies et formes de l’objection visuelle (codirection Bidhan Jacobs), Paris, Publications de la Sorbonne, 2010  (ISBN 978-2-85944-645-1)
- (en) Chantal Akerman, The Pajama Interview, Vienne, Useful Books, 2011
- (ja) Cinéma d’avant-garde mode d’emploi, Tokyo, Gendaishicho-shinsha Publishers, 2012
- (en) ‘We support everything since the dawn of time that has struggled and still struggles.’ Introduction to lettrist cinema, collection All The King’s Horses, Stockholm/Berlin, Moderna Muset/Sternberg Press, 2015
- Jean-Luc Godard théoricien des images, Rome, La Camera Verde, 2015
- Cinémas libertaires : « Au service des forces de transgression et de révolte » (codir. Isabelle Marinone), Paris, Presses du Septentrion, 2015
- Biotope de João Tabarra (dir.), Lisbonne, Arranha-céus, 2015
- Raymonde Carasco et Régis Hébraud à l'œuvre (codir. Corinne Maury), Aix-en-Provence, Presses Universitaires de Provence, 2016
- Manifestations — écrits politiques sur le cinéma et autres arts filmiques, tome 1, Cherbourg-en-Cotentin, de l'incidence éditeur, 2020.
- Jean-Luc Godard — écrits politiques sur le cinéma et autres arts filmiques, tome 2, Cherbourg-en-Cotentin, de l'incidence éditeur, 2023

### Préfaces
- Cinéma Expérimental - Abécédaire pour une contre-culture, Raphaël Bassan, Yellow Now, 2014
- Après la nuit animale, Jonathan Palumbo, Marest éditeur, 2018  (ISBN 9791096535125)
- Cinémas en communs, Robert Bonamy, éditions de l’œil, 2020
- Scott Barley: au royaume des noumènes, Sleep Has Her House, 2021